# Cratere Nearch
Nearch è un cratere lunare di 72,79 km situato nella parte sud-orientale della faccia visibile della Luna.